# Diano Gorleri
Diano Gorleri è una frazione di 80 abitanti del comune di Diano Marina, in provincia di Imperia
È uno dei borghi della valle Dianese, distante dal capoluogo comunale circa 2,5 km e dal capoluogo di provincia circa 4 km, ubicato a 150 m sul livello del mare.

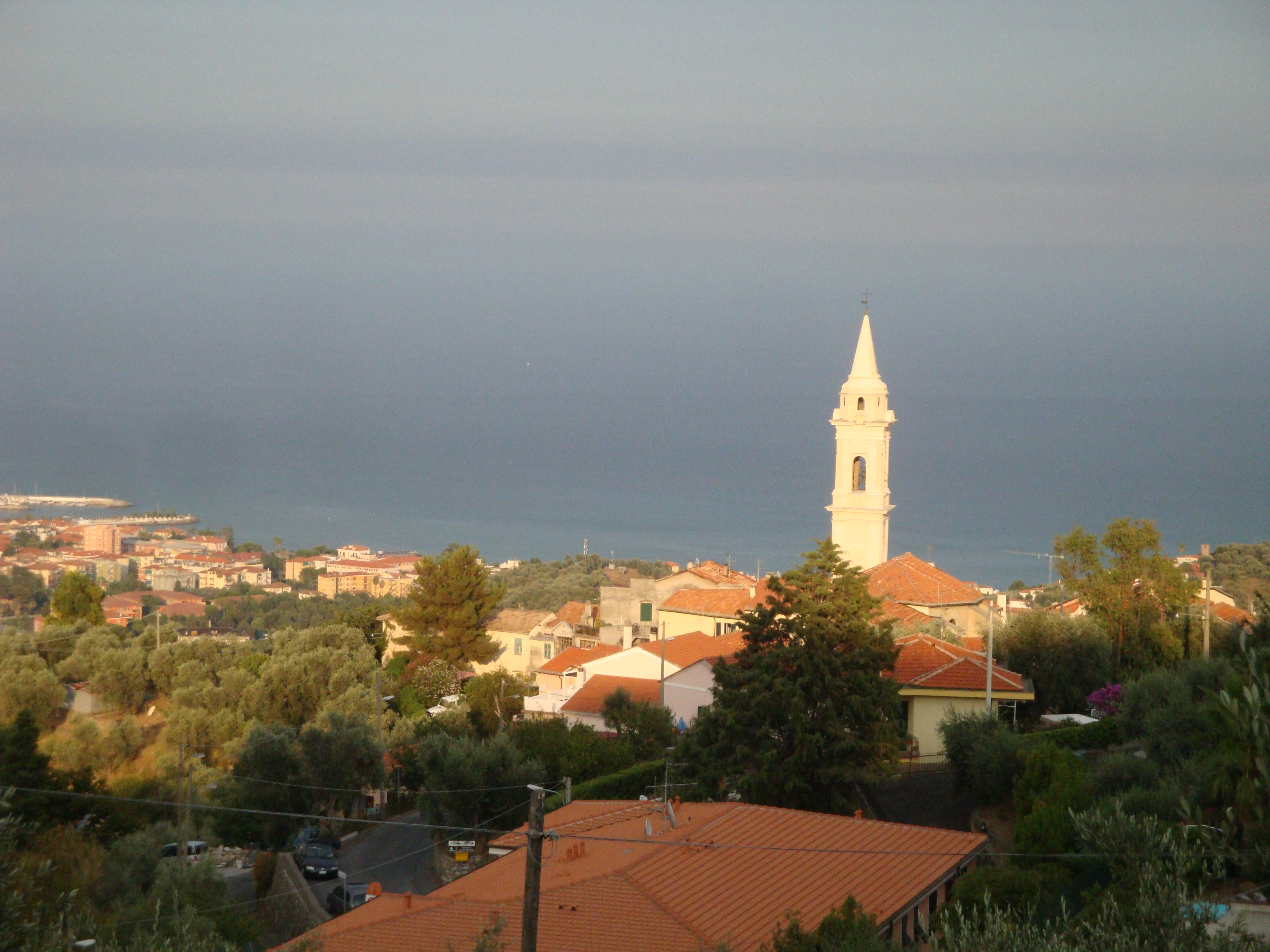

## Cultura

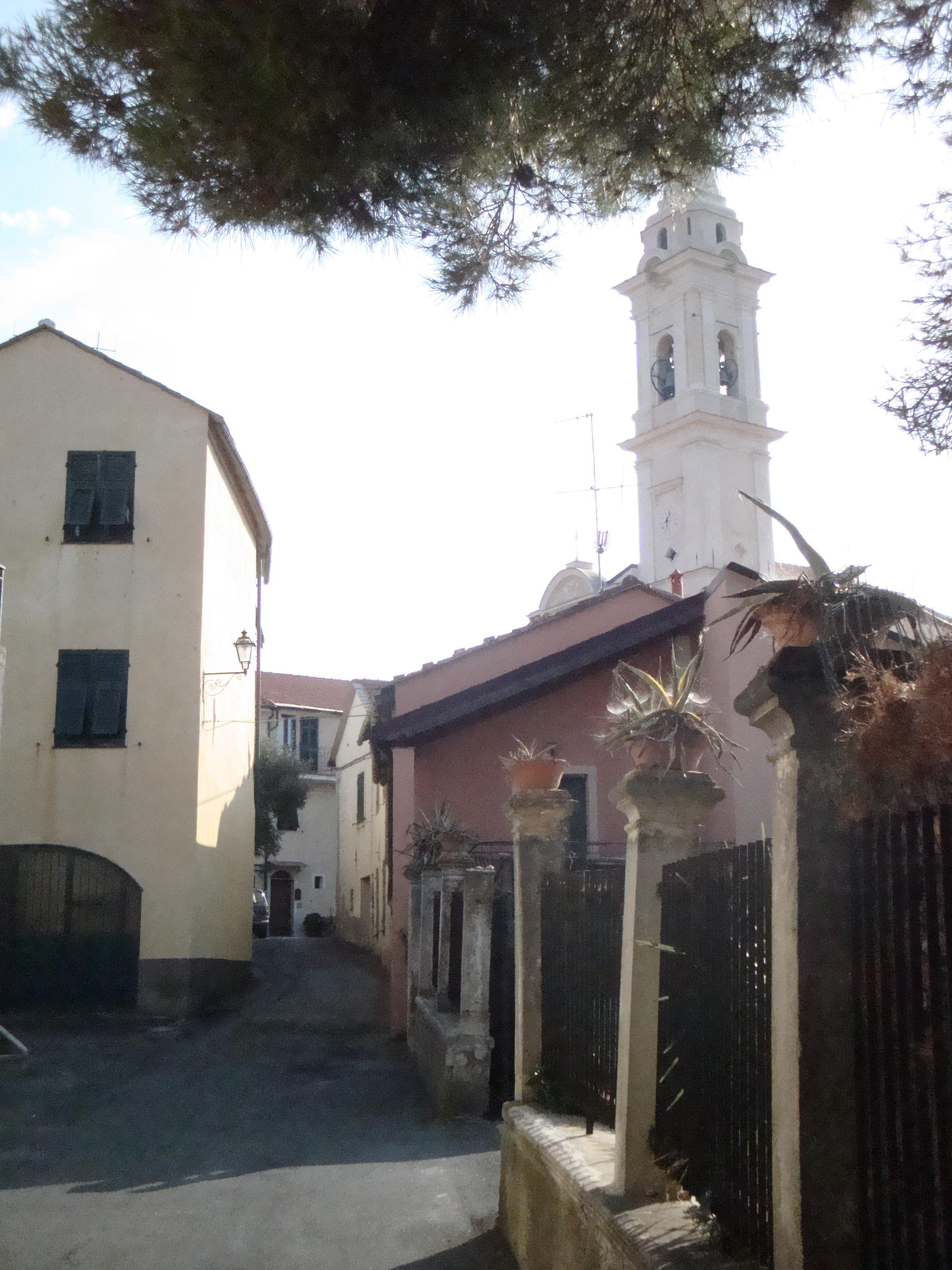

Viene festeggiata la Festa patronale di Nicola da Tolentino nel mese di settembre, che si caratterizza con la processione della statua del Santo lungo le vie della frazione. Ogni anno il 24 dicembre il tradizionale Falò sul sagrato della Chiesa Parrocchiale al termine della messa della vigilia di Natale.

## Monumenti e luoghi d'interesse

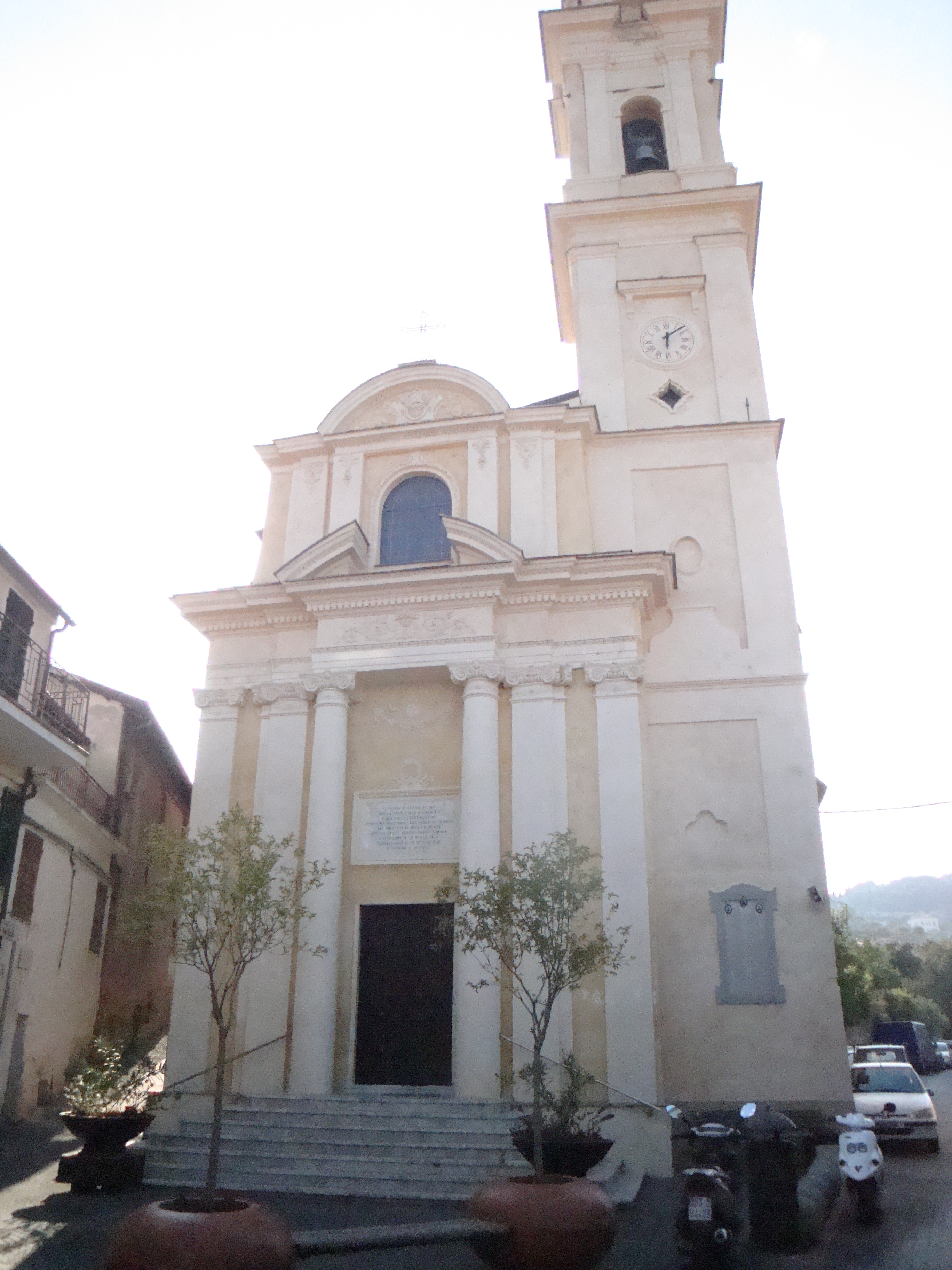

Nel centro della frazione è presente una chiesa risalente a fine XIX secolo, dedicata al santo patrono Nicola da Tolentino.